# Michael Lonsdale
Michael Lonsdale (n. 24 mai 1931, Paris, Île-de-France, Franța – d. 21 septembrie 2020, Paris, Métropole du Grand Paris, Franța) a fost un actor francez de film și TV.

## Filmografie

### Film
| An   | Titlu                                     | Rol                                                  | Note                                                                          |
| ---- | ----------------------------------------- | ---------------------------------------------------- | ----------------------------------------------------------------------------- |
| 1962 | Adorable Liar                             |                                                      |                                                                               |
| 1962 | The Trial                                 | Preotul                                              |                                                                               |
| 1964 | Behold a Pale Horse                       | Reporter                                             |                                                                               |
| 1966 | Arde Parisul?                             | Debu-Bridel                                          |                                                                               |
| 1966 | Judoka-Secret Agent                       | Thomas Perkins                                       |                                                                               |
| 1968 | The Bride Wore Black                      | René Morane                                          |                                                                               |
| 1968 | Sărutări furate                           | Georges Tabard                                       |                                                                               |
| 1969 | Détruire, dit-elle                        |                                                      |                                                                               |
| 1969 | Hibernatus                                | Profesorul Edouard Lauriebat                         |                                                                               |
| 1971 | Out 1                                     | Thomas                                               |                                                                               |
| 1971 | Le Souffle au cœur                        | Părintele Henri                                      |                                                                               |
| 1972 | Jaune le soleil                           |                                                      |                                                                               |
| 1972 | The Old Maid                              |                                                      |                                                                               |
| 1973 | The Day of the Jackal                     | Deputy Commissioner Claude Lebel                     |                                                                               |
| 1974 | Successive Slidings of Pleasure           | Judecătorul                                          |                                                                               |
| 1974 | Stavisky                                  | Docteur Mézy                                         | By Alain Resnais                                                              |
| 1974 | Un linceul n'a pas de poches              | Raymond                                              |                                                                               |
| 1974 | Le fantôme de la liberté                  | Le chapelier/Hatter                                  |                                                                               |
| 1974 | Caravan to Vaccares                       | Duc de Croyter                                       |                                                                               |
| 1975 | Serious as Pleasure                       |                                                      |                                                                               |
| 1975 | India Song                                | Vice-consulul din Lahore                             |                                                                               |
| 1975 | The Romantic Englishwoman                 | Swan                                                 |                                                                               |
| 1975 | Section spéciale                          | Ministrul de interne                                 |                                                                               |
| 1975 | Aloïse                                    | The second doctor                                    |                                                                               |
| 1975 | Galileo                                   | Cardinalul Barberini, devenit papa Urban al VIII-lea |                                                                               |
| 1976 | Son nom de Venise dans Calcutta désert    | Récitant                                             | Voice                                                                         |
| 1976 | Mr. Klein                                 | Pierre                                               |                                                                               |
| 1976 | Scrambled Eggs                            |                                                      |                                                                               |
| 1977 | Une sale histoire                         |                                                      |                                                                               |
| 1977 | The Accuser                               | Abéraud                                              |                                                                               |
| 1977 | Jacques Prévert                           | Himself                                              |                                                                               |
| 1978 | Bartleby                                  | L'huissier                                           |                                                                               |
| 1978 | Die Linkshändige Frau                     | The Waiter                                           |                                                                               |
| 1979 | Moonraker                                 | Hugo Drax                                            |                                                                               |
| 1980 | Les jeux de la Comtesse Dolingen de Gratz | Bertrand Haines-Pearson                              |                                                                               |
| 1980 | Seuls                                     | Le peintre                                           |                                                                               |
| 1981 | The Bunker                                | Martin Bormann                                       |                                                                               |
| 1982 | Sweet Inquest on Violence                 |                                                      |                                                                               |
| 1982 | Mora                                      |                                                      | As writer                                                                     |
| 1982 | Enigma                                    | Bodley                                               |                                                                               |
| 1983 | Eréndira                                  | Senator Onésimo Sanchez                              |                                                                               |
| 1984 | Le Bon Roi Dagobert                       | Saint Eloi                                           |                                                                               |
| 1985 | L'éveillé du Pont de l'Alma               | Antoine                                              |                                                                               |
| 1985 | The Holcroft Covenant                     | Ernst Manfredi                                       |                                                                               |
| 1985 | Billy Ze Kick                             | Commissaire Bellanger                                |                                                                               |
| 1986 | Numele trandafirului                      | The Abbot                                            |                                                                               |
| 1987 | Der Madonna-Mann                          | Tanzmann                                             |                                                                               |
| 1988 | Niezwykla podróz Baltazara Kobera         | Le maître                                            |                                                                               |
| 1989 | Souvenir                                  | Xavier Lorion                                        |                                                                               |
| 1991 | My Life Is Hell                           | Gabriel                                              | By Josiane Balasko                                                            |
| 1993 | Woyzeck                                   | Le capitaine                                         |                                                                               |
| 1993 | The Remains of the Day                    | Dupont D'Ivry                                        |                                                                               |
| 1995 | Jefferson in Paris                        | Louis XVI                                            |                                                                               |
| 1995 | Nelly & Monsieur Arnaud                   | Dolabella                                            |                                                                               |
| 1997 | Mauvais genre                             | Honoré de Balzac                                     |                                                                               |
| 1998 | Don Juan                                  | Don Luis                                             |                                                                               |
| 1998 | Let There Be Light                        | Monseigneur Loublié                                  |                                                                               |
| 1998 | Ronin                                     | Jean-Pierre                                          |                                                                               |
| 1998 | Que la lumière soit                       | Monsignor Loublié                                    | By Arthur Joffé                                                               |
| 2000 | Les Acteurs                               | Man in the street                                    | By Bertrand Blier                                                             |
| 2003 | Kaena: The Prophecy                       | Opaz                                                 | Voice, French version                                                         |
| 2004 | 5x2                                       | Bernard                                              | By François Ozon                                                              |
| 2005 | Bye Bye Blackbird                         | Robert                                               |                                                                               |
| 2005 | Good Girl                                 | Jean                                                 |                                                                               |
| 2005 | Munich                                    | Papa                                                 |                                                                               |
| 2006 | Goya's Ghosts                             | Father Gregorio                                      |                                                                               |
| 2007 | The Last Mistress                         | Le vicomte de Prony                                  |                                                                               |
| 2007 | Heartbeat Detector (La Question Humaine)  | Mathias Jüst                                         |                                                                               |
| 2009 | Agora                                     | Theon                                                |                                                                               |
| 2009 | Park Benches                              | The Client doormat                                   |                                                                               |
| 2010 | Of Gods and Men                           | Luc                                                  | Premiul César pentru cel mai bun actor Globes de Cristal Award for Best Actor |
| 2011 | The Cardboard Village                     | Il vecchio prete                                     |                                                                               |
| 2011 | Les hommes libres                         | Le recteur Si Kaddour Ben Ghabrit                    |                                                                               |
| 2012 | Gebo et l'Ombre                           | Gebo                                                 | By Manoel de Oliveira                                                         |
| 2013 | Le renard jaune                           | Jean Virno                                           |                                                                               |
| 2014 | Maestro                                   | Cédric Rovère                                        |                                                                               |
| 2016 | The First, the Last                       | Jean-Berchmans                                       |                                                                               |